# Japonská invaze na Tchaj-wan (1616)
Japonská invaze na Tchaj-wan v roce 1616 byla neúspěšným pokusem sil japonského obchodníka Tóana Murajamy o vylodění se na Tchaj-wanu.

## Průběh událostí
Tóan Murajama byl začátkem 17. století bohatý japonský obchodník z Nagasaki křesťanské víry. Vládou tokugavského šógunátu byl roku 1605 jmenován daikanem Nagasaki, tedy druhým nejdůležitějším úředníkem ve městě, po správci bugjó. Na starosti měl obchodní a finanční záležitosti města. Rodina Murajama po roce 1614 ztratila důvěru šógunátu, jednak kvůli své křesťanské víře a také kvůli účasti Murajamů ve válce mezi rody Tokugawa a Tojotomi, v níž se postavili na stranu Tojotomiů: Tóan Murajama roku 1614 poslal muže a zásoby Hidejori Tojotomimu a Tóanův syn František Murajama, katolický kněz, padl při obléhání ósackého hradu na straně Tojotomiů.
Ve snaze o vylepšení své pověsti v očích Tokugawů požádal Tóan Murajama svého nadřízeného Hasegawa Sahjóeho o schválení expedice na Tchaj-wan. Souhlas dostal a v květnu 1616 vypravil pod velením svého syna Juana Murajamy 13 lodí s asi 300–400 vojáky. Cíl expedice byl zřejmě stejný jako u oficiální (a neúspěšné) japonské výpravy roku 1609 – podřídit si některé tchajwanské přístavy, pokud možno smírně a bez boje, a získat tak prostředníky pro obchod s Čínou.
Murajamova flotila vyplula z Nagasaki, a po zastávce na ostrovech Gotó se vydala k Tchaj-wanu. Cestou ji však rozehnala bouře. K tchajwanskému pobřeží dorazila pouze jediná loď, zřejmě k Ťi-lungu nebo Tamsui na severu ostrova. Vojáci a námořníci této lodi byli zaskočeni a obklíčeni nepřátelskými domorodci, kteří jim odřízli cestu k úniku, v beznadějné situaci se Japonci sami zabili.
Tři lodě bouře zahnala k pobřeží mingské Číny, do provincie Fu-ťien, kde Japonci oloupili jedenáct čínských džunek, přitom pobili jejich posádky. Poté se vrátili do Nagasaki. Tři největší lodě, včetně vlajkové lodě Juana Murajamy, bouře zahnala až do jižního Vietnamu, do Japonska se vrátili v létě 1617. Čtyři další lodě se vrátily do Japonska, v zachovaných zápisech není popsáno jakou cestou.
Dvě poslední lodě flotily bouře zanesla k ústí řeky Min ve Fu-ťienu. Překvapený velitel blízké mingské vojenské posádky vyslal k Japoncům svého důstojníka, zjistit co jsou zač. Následující den Japonci i s důstojníkem odpluli domů. Šógunát po zeznámení se s situací reagoval příkazem vrátit mingského důstojníka do Číny a s ním poslat vyslance s žádostí o navázání obchodních styků. Plavbu organizoval opět Tóan Murajama. Japonští poslové s důstojníkem dorazili do Fu-ťienu v květnu 1617 a navázali kontakt s místními mingskými úřady. Byl první diplomatický kontakt mezi japonským a čínským státem od roku 1549. Jednání nepřineslo konkrétní výsledky, Číňané Japonce informovali, že v případě nouze mohou japonské lodi přistát u čínského pobřeží, po obdržení pomoci, vody a zásob však musí odplout. Japonci odmítli odpovědnost za nedávný vpád na Tchaj-wan s tím, že to museli být nikým nekontrolovaní piráti.
K dalšímu pokusu o navázání čínsko-japonských vztahů došlo až roku 1621 z iniciativy říše Ming, kdy mingské úřady pověřili jednoho čínského obchodníka předáním dopisů pro správce Nagasaki a šóguna. Šogunát se k mingské iniciativě postavil odmítavě, v té době se již pro něj ve vztazích se sousedy Japonska nebyl prioritou obchod s Čínou, ale potlačování vlivu křesťanství. Během perzekuce křesťanů byl popraven i Juan Murajama a tři jeho bratři, jejich otce Tóana šógunát za zneužití úředních pravomocí (obviněn byl ze zpronevěry a zabití 17–18 lidí) vypověděl na ostrov v Tokijském zálivu a pak popravil.